# De moribus et actis primorum Normanniae ducum
De Moribus et actis primorum Normanniae ducum («Costumbres y hechos de los primeros duques de Normandía») a veces denominado por los medievalistas como Gesta Normannorum es una crónica escrita por Dudon de Saint-Quentin, abarca la historia del Ducado de Normandía. Fue escrita entre 996 y 1020.
Durante décadas la mayoría de eruditos coincidieron en que la abundancia de imprecisiones fue intencionada, que el propósito de Dudon fue la adulación de una biografía panegírica y que el autor le importaban poco los detalles precisos para la narrativa histórica que pretendía. Incluso es bastante difícil determinar la naturaleza exacta de las fuentes orales que se utilizaron para la obra. La imprecisión e inexactitud se hace latente sobre todo en la figura de los tres primeros caudillos normandos Hrolf Ganger, Guillermo y Ricardo, y la falsa atribución del linaje normando con los reyes de Troya, por ejemplo comparando a Rollon con su presunto antepasado Eneas.